# Christian Hölmann
Christian Hölmann (* 28. Dezember 1677 in Breslau; † 28. Januar 1744 ebenda) war Mediziner und Dichter.

## Der Dichter
Ein Stipendium ermöglichte es Christian Hölmann, das Maria-Magdalenen-Gymnasium in Breslau zu besuchen. Seine Lehrer dort waren unter anderen Christian Gryphius und Kaspar Neumann. Und einer seiner Mitschüler war Christian Wolff. Ab 1699 studierte er Medizin an der Universität Wittenberg. Wie seine Kommilitonen Michael Richey, Barthold Feind und Ephraim Gerhard schrieb auch Hölmann lyrische Gedichte. Mit Christoph Gottehr Burkhart, der wie er aus Schlesien stammte, war er befreundet. Die umfangreiche Sammlung dieser Galanten Gedichte gab Hölmann in den Jahren 1704 und 1705 in den Bänden IV und V der Neukirch’schen Sammlung heraus. Diese war von Benjamin Neukirch zunächst mit Erstveröffentlichungen von Hofmann von Hofmannswaldau ins Leben gerufen worden und ist die bedeutendste Sammlung spätbarocker Lyrik. Auch der Band VI dieser Sammlung enthält zahlreiche Gedichte von Hölmann, dessen literarischer Ruf fast ausschließlich auf das Wirken in diesen jungen Jahren zurückgeht.

## Der Arzt
1706 immatrikulierte sich Christian Hölmann an der Universität Padua und im Jahre 1707 promovierte er dort. Nachdem er sich zunächst als Arzt in Breslau niedergelassen hatte, ging er 1708 in das oberschlesische Rosenberg und kämpfte seit 1709 als Pestarzt im niederschlesisch-polnischen Grenzgebiet in Fraustadt und Umgebung gegen die Seuche. Er selbst überlebte zwei Infektionen. Seine exakten medizinischen Protokolle über die Pestepidemien fanden weite Verbreitung. Über Johann Georg Kulmus, einen polnischen Leibarzt und Vater von Luise Adelgunde Victorie Gottsched, kam er während der Pestperiode in den Jahren 1709 bis 1711 nach Danzig. Und eine erneute Pestwelle in Wien veranlasste Kaiser Karl VI. den Spezialisten 1714 an die Donau zu rufen. Als erfolgreicher und angesehener Arzt lebte er anschließend vornehmlich in Lissa. Vor der Vollendung seines 66. Lebensjahres entschloss er sich, in seine Heimatstadt Breslau zurückzukehren. Wenige Wochen später starb Christian Hölmann. Seine Grabstätte ist in der Kirche St. Maria Magdalena.